# Campeonato Mundial de Carrera en Ruta de 2007
El Campeonato Mundial de Carrera en Ruta Údine 2007 fue una competición de media maratón organizada por la Asociación Internacional de Federaciones de Atletismo (IAAF en inglés). La decimosexta edición tuvo lugar el día 14 de octubre de 2007 en Údine, Italia. Contó con la participación de 144 atletas provenientes de 37 países. La carrera masculina comenzó a las 10:30 tiempo local, mientras que la femenina dio inicio al mediodía.

## Medallero
| Evento                  | Oro                                      | Plata                                | Bronce                             |
| ----------------------- | ---------------------------------------- | ------------------------------------ | ---------------------------------- |
| Individual              |                                          |                                      |                                    |
| Media maratón masculina | Zersenay Tadesse Eritrea 58:59           | Patrick Makau Musyoki Kenia 59:02    | Evans Kiprop Cheruiyot Kenia 59:05 |
| Media maratón femenina  | Lornah Kiplagat · Países Bajos · 1:06:25 | Mary Jepkosgei Keitany Kenia 1:06:48 | Pamela Chepchumba Kenia 1:08:06    |
| Por equipos             |                                          |                                      |                                    |
| Media maratón masculina | Kenia 2:58:54                            | Eritrea 2:59:08                      | Etiopía 3:01:15                    |
| Media maratón femenina  | Kenia 3:23:33                            | Etiopía 3:25:51                      | Japón 3:27:39                      |

## Resultados

### Media maratón masculina
Los resultados de la carrera de media maratón masculina fueron los siguientes:
| Pos.                                | Nombre                    | País              | Tiempo  | Notas                 |
| ----------------------------------- | ------------------------- | ----------------- | ------- | --------------------- |
| Medalla de oro, Juegos Olímpicos    | Zersenay Tadese           | Eritrea           | 58:59   | Récord del campeonato |
| Medalla de plata, Juegos Olímpicos  | Patrick Makau Musyoki     | Kenia             | 59:02   |                       |
| Medalla de bronce, Juegos Olímpicos | Evans Kiprop Cheruiyot    | Kenia             | 59:05   | Personal Best         |
| 4                                   | Deriba Merga              | Etiopía           | 59:16   | Personal Best         |
| 5                                   | Yonas Kifle               | Eritrea           | 59:30   | Personal Best         |
| 6                                   | Dieudonné Disi            | Ruanda            | 59:32   | Récord nacional       |
| 7                                   | Marílson Gomes dos Santos | Brasil            | 59:33   | Récord de área        |
| 8                                   | Dickson Marwa             | Tanzania          | 1:00:24 | Personal Best         |
| 9                                   | Atsushi Sato              | Japón             | 1:00:25 | Récord de área        |
| 10                                  | Cuthbert Nyasango         | Zimbabue          | 1:00:26 | Récord nacional       |
| 11                                  | Fabiano Joseph            | Tanzania          | 1:00:27 |                       |
| 12                                  | Raji Assefa               | Etiopía           | 1:00:31 | Personal Best         |
| 13                                  | Michael Tesfay            | Eritrea           | 1:00:39 | Personal Best         |
| 14                                  | Ali Dawoud Sedam          | Catar             | 1:00:39 | Récord nacional       |
| 15                                  | Robert Kipkorir Kipchumba | Kenia             | 1:00:47 | Season Best           |
| 16                                  | Samson Kiflemariam        | Eritrea           | 1:00:52 | Personal Best         |
| 17                                  | Nicolás Kiprono           | Uganda            | 1:00:57 | Récord nacional       |
| 18                                  | Tariku Jufar              | Etiopía           | 1:01:28 | Personal Best         |
| 19                                  | Ezekiel Ngimba            | Tanzania          | 1:01:28 | Personal Best         |
| 20                                  | Pierre Joncheray          | Francia           | 1:01:36 | Personal Best         |
| 21                                  | Mohammed Abduh Bakhet     | Catar             | 1:01:38 |                       |
| 22                                  | Kidane Gemechu            | Etiopía           | 1:01:38 | Personal Best         |
| 23                                  | Günther Weidlinger        | Austria           | 1:01:42 | Récord nacional       |
| 24                                  | Ahmed Hassan Abdullah     | Catar             | 1:01:46 | Personal Best         |
| 25                                  | Samwel Kwaangu Shauri     | Tanzania          | 1:01:58 | Personal Best         |
| 26                                  | Sylvain Rukundo           | Ruanda            | 1:01:59 | Personal Best         |
| 27                                  | Wilson Busienei           | Uganda            | 1:02:05 |                       |
| 28                                  | James Kibet               | Uganda            | 1:02:07 | Personal Best         |
| 29                                  | Ahmed Jumaa Jaber         | Catar             | 1:02:08 | Personal Best         |
| 30                                  | Kazuhiro Maeda            | Japón             | 1:02:08 | Personal Best         |
| 31                                  | Ricardo Serrano Camisón   | España            | 1:02:09 | Personal Best         |
| 32                                  | Ruggero Pertile           | Italia            | 1:02:17 | Personal Best         |
| 33                                  | Kenji Noguchi             | Japón             | 1:02:20 | Personal Best         |
| 34                                  | Lusapho April             | Sudáfrica         | 1:02:24 | Season Best           |
| 35                                  | Fernando Rey              | España            | 1:02:26 | Personal Best         |
| 36                                  | Tewoldebrhan Mengisteab   | Eritrea           | 1:02:36 |                       |
| 37                                  | Nkosinoxolo Sonqibido     | Sudáfrica         | 1:02:36 | Personal Best         |
| 38                                  | Gervais Hakizimana        | Ruanda            | 1:02:43 | Personal Best         |
| 39                                  | Clodoaldo da Silva        | Brasil            | 1:02:50 | Personal Best         |
| 40                                  | João de Lima              | Brasil            | 1:02:51 | Personal Best         |
| 41                                  | Daniele Caimmi            | Italia            | 1:02:57 | Season Best           |
| 42                                  | Juan Carlos Romero        | México            | 1:03:20 | Personal Best         |
| 43                                  | Isaac Kiprop              | Uganda            | 1:03:20 |                       |
| 44                                  | Keenetse Moswasi          | Botsuana          | 1:03:21 | Personal Best         |
| 45                                  | Francis Larabal           | Kenia             | 1:03:22 |                       |
| 46                                  | Yevgeniy Rybakov          | Rusia             | 1:03:22 |                       |
| 47                                  | Anatoliy Rybakov          | Rusia             | 1:03:23 | Personal Best         |
| 48                                  | Jussi Utriainen           | Finlandia         | 1:03:24 | Personal Best         |
| 49                                  | Giovanni Ruggiero         | Italia            | 1:03:25 | Season Best           |
| 50                                  | Jesse Stroobants          | Bélgica           | 1:03:29 |                       |
| 51                                  | Samuel Wanjiru            | Kenia             | 1:03:31 |                       |
| 52                                  | Olebogeng Masire          | Sudáfrica         | 1:03:32 | Personal Best         |
| 53                                  | Moustafa Ahmed Shebto     | Catar             | 1:03:33 |                       |
| 54                                  | Tetsuo Nishimura          | Japón             | 1:03:41 |                       |
| 55                                  | Aguelmis Rojas            | Cuba              | 1:03:48 |                       |
| 56                                  | Ottaviano Andriani        | Italia            | 1:03:54 | Season Best           |
| 57                                  | Thabiso Moeng             | Sudáfrica         | 1:04:02 | Personal Best         |
| 58                                  | Eshetu Gezhagne           | Etiopía           | 1:04:04 |                       |
| 59                                  | Diego Colorado            | Colombia          | 1:04:18 | Season Best           |
| 60                                  | Sergey Yemelyanov         | Rusia             | 1:04:30 |                       |
| 61                                  | Martín Pröll              | Austria           | 1:04:32 | Personal Best         |
| 62                                  | Giomar da Silva           | Brasil            | 1:04:34 |                       |
| 63                                  | José de Souza             | Brasil            | 1:04:35 | Season Best           |
| 64                                  | Francisco Bautista        | México            | 1:04:40 | Personal Best         |
| 65                                  | Markus Hohenwarter        | Austria           | 1:04:45 | Personal Best         |
| 66                                  | Jan Simons                | Sudáfrica         | 1:05:38 |                       |
| 67                                  | Ernesto Zamora            | Uruguay           | 1:06:00 | Personal Best         |
| 68                                  | Giovanny Amador           | Colombia          | 1:06:07 | Personal Best         |
| 69                                  | Christian Pflügl          | Austria           | 1:06:26 | Personal Best         |
| 70                                  | Julio Rey de Paz          | España            | 1:06:29 |                       |
| 71                                  | Kaelo Mosalagae           | Botsuana          | 1:06:57 | Season Best           |
| 72                                  | Edwin Romero              | Colombia          | 1:08:00 | Personal Best         |
| 73                                  | Kabo Gabaseme             | Botsuana          | 1:08:22 | Season Best           |
| 74                                  | Robert Lugo               | Venezuela         | 1:08:22 |                       |
| 75                                  | Richard Jones             | Trinidad y Tobago | 1:10:17 |                       |
| 76                                  | Christophe Yahiri         | Costa de Marfil   | 1:11:23 |                       |
| 77                                  | Perhat Annagylyjov        | Turkmenistán      | 1:13:24 |                       |
| 78                                  | Curtis Cox                | Trinidad y Tobago | 1:14:51 | Personal Best         |
| 79                                  | Jules La Rode             | Trinidad y Tobago | 1:14:52 | Personal Best         |
| —                                   | Mokhtar Benhari           | Francia           | DNF     |                       |
| —                                   | Denis Curzi               | Italia            | DNF     |                       |
| —                                   | Jean-Marie Kouakou        | Costa de Marfil   | DNF     |                       |
| —                                   | José Francisco Chaves     | Costa Rica        | DNS     |                       |
| —                                   | Mahmoud Abuattaya         | Palestina         | DNS     |                       |
| —                                   | Abdinasir Said Ibrahim    | Somalia           | DNS     |                       |

### Media maratón femenina
Los resultados de la carrera de media maratón femenina fueron los siguientes:
| Pos.                                | Nombre                       | País                            | Tiempo  | Notas           |
| ----------------------------------- | ---------------------------- | ------------------------------- | ------- | --------------- |
| Medalla de oro, Juegos Olímpicos    | Lornah Kiplagat              | Países Bajos                    | 1:06:25 | Récord mundial  |
| Medalla de plata, Juegos Olímpicos  | Mary Jepkosgei Keitany       | Kenia                           | 1:06:48 | Récord nacional |
| Medalla de bronce, Juegos Olímpicos | Pamela Chepchumba            | Kenia                           | 1:08:06 | Personal Best   |
| 4                                   | Bezunesh Bekele              | Etiopía                         | 1:08:07 | Récord nacional |
| 5                                   | Atsede Habtamu               | Etiopía                         | 1:08:29 |                 |
| 6                                   | Everline Kimwei              | Kenia                           | 1:08:39 | Personal Best   |
| 7                                   | Chisato Osaki                | Japón                           | 1:08:56 | Personal Best   |
| 8                                   | Luminița Talpoș              | Rumania                         | 1:09:01 | Personal Best   |
| 9                                   | Alice Timbilil               | Kenia                           | 1:09:09 |                 |
| 10                                  | Alina Tecuţă / Gherasim      | Rumania                         | 1:09:14 | Season Best     |
| 11                                  | Atsede Baysa                 | Etiopía                         | 1:09:15 | Personal Best   |
| 12                                  | Akane Taira                  | Japón                           | 1:09:17 | Personal Best   |
| 13                                  | Yoshimi Ozaki                | Japón                           | 1:09:26 | Personal Best   |
| 14                                  | Irina Timofeyeva             | Rusia                           | 1:09:29 | Personal Best   |
| 15                                  | Alina Ivanova                | Rusia                           | 1:09:32 | Personal Best   |
| 16                                  | Deena Kastor                 | Estados Unidos                  | 1:09:38 |                 |
| 17                                  | Olga Glok                    | Rusia                           | 1:09:58 | Personal Best   |
| 18                                  | Lidia Simon                  | Rumania                         | 1:10:08 | Season Best     |
| 19                                  | Genet Getaneh                | Etiopía                         | 1:10:30 |                 |
| 20                                  | Krisztina Papp               | Hungría                         | 1:10:53 | Personal Best   |
| 21                                  | Furtuna Zegergish            | Eritrea                         | 1:11:03 | Récord nacional |
| 22                                  | Christelle Daunay            | Francia                         | 1:11:05 | Personal Best   |
| 23                                  | Anna Incerti                 | Italia                          | 1:11:09 | Season Best     |
| 24                                  | Vincenza Sicari              | Italia                          | 1:11:12 | Personal Best   |
| 25                                  | Liliya Shobukhova            | Rusia                           | 1:11:35 |                 |
| 26                                  | Yuko Machida                 | Japón                           | 1:11:55 | Season Best     |
| 27                                  | Katie McGregor               | Estados Unidos                  | 1:12:01 |                 |
| 28                                  | Daniela Cârlan               | Rumania                         | 1:12:14 |                 |
| 29                                  | Selma Borst                  | Países Bajos                    | 1:12:41 | Season Best     |
| 30                                  | Claudia Pinna                | Italia                          | 1:12:44 | Personal Best   |
| 31                                  | Angeline Nyiransabimana      | Ruanda                          | 1:12:44 | Récord nacional |
| 32                                  | Tara Storage                 | Estados Unidos                  | 1:12:47 | Personal Best   |
| 33                                  | Lisa Weightman               | Australia                       | 1:12:53 |                 |
| 34                                  | Desireé Davila               | Estados Unidos                  | 1:12:54 |                 |
| 35                                  | Karina Pérez                 | México                          | 1:12:55 | Personal Best   |
| 36                                  | Luciah Kimani                | Bosnia y Herzegovina            | 1:12:55 | Récord nacional |
| 37                                  | Paula Todorán                | Rumania                         | 1:12:59 |                 |
| 38                                  | Renate Rungger               | Italia                          | 1:13:10 |                 |
| 39                                  | Yurika Nakamura              | Japón                           | 1:13:13 |                 |
| 40                                  | Michelle Ross-Cope           | Reino Unido                     | 1:13:45 |                 |
| 41                                  | Ednalva da Silva             | Brasil                          | 1:14:23 |                 |
| 42                                  | Bertha Sánchez               | Colombia                        | 1:14:40 | Season Best     |
| 43                                  | Anke Van Campen              | Bélgica                         | 1:14:40 | Personal Best   |
| 44                                  | Petra Kamínková/Drajzajtlová | República Checa                 | 1:14:47 |                 |
| 45                                  | Paula Apolonio               | México                          | 1:15:00 | Personal Best   |
| 46                                  | Magdaliní Gazéa              | Grecia                          | 1:15:17 | Personal Best   |
| 47                                  | Carmen Oliveras              | Francia                         | 1:15:27 |                 |
| 48                                  | Lucélia Peres                | Brasil                          | 1:15:39 |                 |
| 49                                  | Wendy Nicholls/Jones         | Reino Unido                     | 1:16:54 |                 |
| 50                                  | Épiphanie Nyirabaramé        | Ruanda                          | 1:17:14 | Personal Best   |
| 51                                  | Norelys Lugo                 | Venezuela                       | 1:17:48 |                 |
| 52                                  | Martha Ronceria              | Colombia                        | 1:18:18 |                 |
| 53                                  | Lina Arias                   | Colombia                        | 1:20:16 |                 |
| 54                                  | Shermin La Saldo             | Trinidad y Tobago               | 1:25:37 | Récord nacional |
| 55                                  | Marisol Redón                | Uruguay                         | 1:26:47 |                 |
| 56                                  | Christine Regis              | Trinidad y Tobago               | 1:28:50 |                 |
| —                                   | Mariana Carpine              | República Democrática del Congo | DNF     |                 |
| —                                   | Louise Damen                 | Reino Unido                     | DNF     |                 |
| —                                   | Fatna Maraoui                | Italia                          | DNF     |                 |
| —                                   | Leyla Dzhumayeva             | Turkmenistán                    | DNF     |                 |
| —                                   | Alicia Shay                  | Estados Unidos                  | DNF     |                 |
| —                                   | Susan Chepkemei              | Kenia                           | DQ      | §               |
| —                                   | Sandrine Menguee Zambo       | Camerún                         | DNS     |                 |

§ A pesar de que la keniana Susan Chepkemei no finalizó la carrera (DNF), arrojó positivo para Salbutamol en un examen, motivo por el cual fue descalificada.

## Resultados por equipos

### Media maratón masculina
La clasificación final por equipos de la carrera de media maratón masculina fue la siguiente:
| Rank                                | País              | Equipo                                                        | Tiempo  |
| ----------------------------------- | ----------------- | ------------------------------------------------------------- | ------- |
| Medalla de oro, Juegos Olímpicos    | Kenia             | Patrick Makau Musyoki Evans Kiprop Cheruiyot Robert Kipchumba | 2:58:54 |
| Medalla de plata, Juegos Olímpicos  | Eritrea           | Zersenay Tadesse Yonas Kifle Michael Tesfay                   | 2:59:08 |
| Medalla de bronce, Juegos Olímpicos | Etiopía           | Deriba Merga Raji Assefa Tariku Jufar                         | 3:01:15 |
| 4                                   | Tanzania          | Dickson Marwa Fabiano Joseph Ezekiel Ngimba                   | 3:02:19 |
| 5                                   | Catar             | Ali Dawoud Sedam Mohammed Abduh Bakhet Ahmed Hassan Abdullah  | 3:04:03 |
| 6                                   | Ruanda            | Dieudonné Disi Sylvain Rukundo Gervais Hakizimana             | 3:04:14 |
| 7                                   | Japón             | Atsushi Sato Kazuhiro Maeda Kenji Noguchi                     | 3:04:53 |
| 8                                   | Uganda            | Nicolas Kiprono Wilson Busienei James Kibet                   | 3:05:09 |
| 9                                   | Brasil            | Marilson dos Santos Clodoaldo da Silva João de Lima           | 3:05:14 |
| 10                                  | Sudáfrica         | Lusapho April Nkosinoxolo Sonqibido Olebogeng Masire          | 3:08:32 |
| 11                                  | Italia            | Ruggero Pertile Daniele Caimmi Giovanni Ruggiero              | 3:08:39 |
| 12                                  | Austria           | Günther Weidlinger Martin Pröll Markus Hohenwarter            | 3:10:59 |
| 13                                  | España            | Ricardo Serrano Camisón Fernando Rey Julio Rey de Paz         | 3:11:04 |
| 14                                  | Rusia             | Yevgeniy Rybakov Anatoliy Rybakov Sergey Yemelyanov           | 3:11:15 |
| 15                                  | Colombia          | Diego Colorado Giovanny Amador Edwin Romero                   | 3:18:25 |
| 16                                  | Botsuana          | Keenetse Moswasi Kaelo Mosalagae Kabo Gabaseme                | 3:18:40 |
| 17                                  | Trinidad y Tobago | Richard Jones Curtis Cox Jules La Rode                        | 3:40:00 |

### Media maratón femenina
La clasificación final por equipos de la carrera de media maratón femenina fue la siguiente:
| Rank                                | País           | Equipo                                                   | Tiempo  |
| ----------------------------------- | -------------- | -------------------------------------------------------- | ------- |
| Medalla de oro, Juegos Olímpicos    | Kenia          | Mary Jepkosgei Keitany Pamela Chepchumba Everline Kimwei | 3:23:33 |
| Medalla de plata, Juegos Olímpicos  | Etiopía        | Bezunesh Bekele Atsede Habtamu Atsede Baysa              | 3:25:51 |
| Medalla de bronce, Juegos Olímpicos | Japón          | Chisato Osaki Akane Taira Yoshimi Ozaki                  | 3:27:39 |
| 4                                   | Rumania        | Luminița Talpoș Alina Gherasim Lidia Simon               | 3:28:23 |
| 5                                   | Rusia          | Irina Timofeyeva Alina Ivanova Olga Glok                 | 3:28:59 |
| 6                                   | Estados Unidos | Deena Kastor Katie McGregor Tara Storage                 | 3:34:26 |
| 7                                   | Italia         | Anna Incerti Vincenza Sicari Claudia Pinna               | 3:35:05 |
| 8                                   | Colombia       | Bertha Sánchez Martha Ronceria Lina Arias                | 3:53:14 |
| —                                   | Reino Unido    | Michelle Ross-Cope Wendy Nicholls/Jones Louise Damen     | DNF     |

## Tabla de medallas
| Rank               | País               | Oro | Plata | Bronce | Total |
| ------------------ | ------------------ | --- | ----- | ------ | ----- |
| 1                  | Kenia              | 2   | 2     | 2      | 6     |
| 2                  | Eritrea            | 1   | 1     | 0      | 2     |
| 3                  | Países Bajos       | 1   | 0     | 0      | 1     |
| 4                  | Etiopía            | 0   | 1     | 1      | 2     |
| 5                  | Japón              | 0   | 0     | 1      | 1     |
| Totales (5 países) | Totales (5 países) | 4   | 4     | 4      | 12    |

## Participación
El número de participantes en el campeonato fue de 144 atletas (82 hombres y 62 mujeres) que representaron a 37 países. A pesar de haber confirmado su asistencia, los corredores de  Camerún,  Costa Rica,  Palestina, y  Somalia no se presentaron.
- Australia
- Austria
- Bélgica
- Bosnia y Herzegovina
- Botsuana
- Brasil
- Catar
- Colombia
- República Democrática del Congo
- Costa de Marfil
- Cuba
- Eritrea
- España
- Estados Unidos
- Etiopía
- Finlandia
- Francia
- Grecia
- Hungría
- Italia
- Japón
- Kenia
- México
- Países Bajos
- Reino Unido
- República Checa
- Rumania
- Rusia
- Ruanda
- Sudáfrica
- Tanzania
- Turkmenistán
- Trinidad y Tobago
- Uganda
- Uruguay
- Venezuela
- Zimbabue